# Supella longipalpa
Supella longipalpa (Fabricius, 1798), è una piccola specie di scarafaggio della famiglia Blattellidae, presente in Italia da alcuni decenni.

## Descrizione
Di colore marrone chiaro, le sue dimensioni variano da 1,0 cm a 1,4 cm di lunghezza. Le antenne sono lunghe circa una volta e mezzo il corpo.
È caratterizzata da due bande trasversali di colore chiaro su addome e ali, da cui il nome comune inglese brown banded cockroach (scarafaggio a fasce marroni).
Le femmine appaiono più larghe dei maschi. Le ali sono presenti in entrambi i sessi ma sono più sviluppate nei maschi che, se disturbati, possono compiere brevi voli.

## Ciclo vitale
La femmina adulta produce l’ooteca al cui interno si trovano le uova. Per un paio di giorni porta l’ooteca con sé, poi la deposita in un luogo caldo e sicuro. L'ooteca è lunga 4-6 millimetri e contiene 14-18 uova. Viene incollata sotto mobili, dietro cornici, pareti e controsoffittature. Una femmina depone circa 14 ooteche nel corso della sua vita.
L'incubazione delle uova dura circa 50-75 giorni dopo di che le uova si schiudono e nascono le neanidi che restano in questo stadio per circa 160 giorni.
Tra le blatte, è una specie discretamente longeva, con una vita che può arrivare a oltre 9 mesi
.

## Diffusione
Di origine africana , secondo alcuni proveniente dal Sudan, è presente in Nord America e in Europa, probabilmente importata attraverso il trasporto navale. Dai primi del ‘900 è stata involontariamente introdotta nelle aree meridionali degli Stati Uniti
.
La sua presenza in Italia è documentata almeno dal 1979
.

## Habitat e comportamento
Rispetto a Blattella germanica necessita meno umidità e si adatta bene ad ambienti caldi e asciutti.
É capace di scalare pareti verticali, e si adatta a cibarsi anche di colla di origine animale, da cui il suo nome comune 'blatta dei mobili'. Infatti, quando colonizza gli ambienti umani, la si può trovare in mobili, scaffali, librerie e controsoffitti, anche negli uffici. Nella ricerca di luoghi riscaldati può prediligere anche apparecchiature elettriche che producano calore, come la televisione e il dissipatore del frigorifero.
Come la maggioranza delle blatte, questa specie è lucifuga: non ama l'esposizione alla luce, per cui svolge le sue attività preferibilmente di notte, o comunque in situazioni scarsamente illuminate. La sua comparsa in orario diurno è solitamente indicazione di una grande infestazione.